# 基岡·布拉德利
基岡·布拉德利（英語：Keegan Bradley，1986年6月7日—）是一位美國職業高爾夫球運動員。參加PGA巡迴賽的賽事。他已經獲得過兩項巡迴賽冠軍，並且是2011年PGA錦標賽的冠軍得主。也是2011年PGA巡迴賽年度新人。

## 外部連結
- 官方网站
- 基岡·布拉德利在PGA巡迴賽的官方網站
- 基岡·布拉德利在男子高爾夫世界排名的官方網站
- Keegan Bradley profile at St. John's University Athletic Department site